# Lago di Publino
Il lago di Publino è un lago alpino artificiale posto a 2.135 m di quota in alta valle del Livrio, all'interno del Parco delle Orobie Valtellinesi, in provincia di Sondrio. Nelle sue vicinanze sorge il rifugio Caprari, attraversato dalla Gran Via delle Orobie.